# Spys
Spys — американская рок-группа, образованная в Нью-Йорке в 1982 году Эдом Гальярди, бас-гитаристом группы Foreigner.

## История
Эл Гринвуд и Эд Гальярди подписали контракт с EMI Records и выпустили свой дебютный альбом Spys в 1982 году. Его продюсером стал Нил Кернон. Альбом достиг 138 места в Billboard 200, а сингл «Don’t Run My Life» поднялся на 82 место в Billboard Hot 100 и 19 место в чарте Hot Mainstream Rock Tracks. На песню «She Can’t Wait» был снят видеоклип.
Следующий альбом Behind Enemy Lines был выпущен в 1983 году, но продавался не так хорошо. Из-за разногласий с лейблом по поводу нового контракта группа вскоре распалась.

## Члены
- Джон Бланко — вокал (1981—1983)
- Джон ДиГаудио — гитара (1981—1983)
- Эл Гринвуд — клавишные (1981—1983)
- Эд Гальярди — бас-гитара (1981—1983)
- Билли Милн — ударные (1981—1983)[7]

## Дискография
- S•P•Y•S (EMI, 1982)
- Behind Enemy Lines (EMI, 1983)